# Aterpnodes
Aterpnodes là một chi bướm đêm thuộc họ Geometridae.